# Chahaignes
Chahaignes é uma comuna francesa na região administrativa do País do Loire, no departamento de Sarthe. Estende-se por uma área de 22.83 km². Em 2010 a comuna tinha 695 habitantes (densidade: 30,4 hab./km²).